# 정석오
정석오(鄭錫五, 1692년 ~ 1749년)는 조선 후기의 문신이며, 영조 때 좌의정을 지냈다. 본관은 동래로, 영의정 정광필과 좌의정 정유길, 좌의정 정창연, 영의정 정태화의 후손이다. 자는 유호(攸好), 시호는 정간(貞簡)이다.

## 생애
숙종 때 문과에 급제해 부정자, 검열, 문학, 수찬, 지평, 부수찬 등을 거쳐 부교리, 지평 등을 지내고 영조 때 정언이 되었다. 이후 부수찬, 시독관, 수찬, 사서, 부응교 등을 거쳐 승지로 특진하고, 강화유수와 도승지로 부제조를 겸한 뒤 동지의금부사, 한성부좌윤, 도승지, 대사헌 등을 하고 호조참판, 이조참판, 공조참판 등을 거쳐 한성부우윤, 대사헌, 이조참판, 도승지로 있다가 함경도관찰사가 되고 이후 이조참판, 대사간, 호조참판, 도승지를 지내고 경기도관찰사를 거쳐 이후 병조판서, 우참찬, 예조판서, 이조판서를 거쳐 우참찬, 예조판서를 하며 약방제조를 겸하며, 예조판서, 좌참찬을 하며 지경연사를 겸한다. 이후 우참찬, 판의금부사를 거쳐 지경연사로 있다가 병조판서가 되고 이후 판의금부사, 병조판서, 한성부판윤, 호조판서를 거쳐 이후 우의정이 되고 연이어 좌의정까지 되었다. 이후 영돈녕부사로 물러난다.